# Fryderyk I (książę Aten)
Fryderyk I (zm. 11 lipca 1355) – Książę Aten w latach 1348–1355, hrabia Malty.
Był synem Jana II Aragońskiego. W Atenach nigdy nie przybywał, wyznaczył tam swojego wikariusza generalnego.